# 愚者の渡しの防御

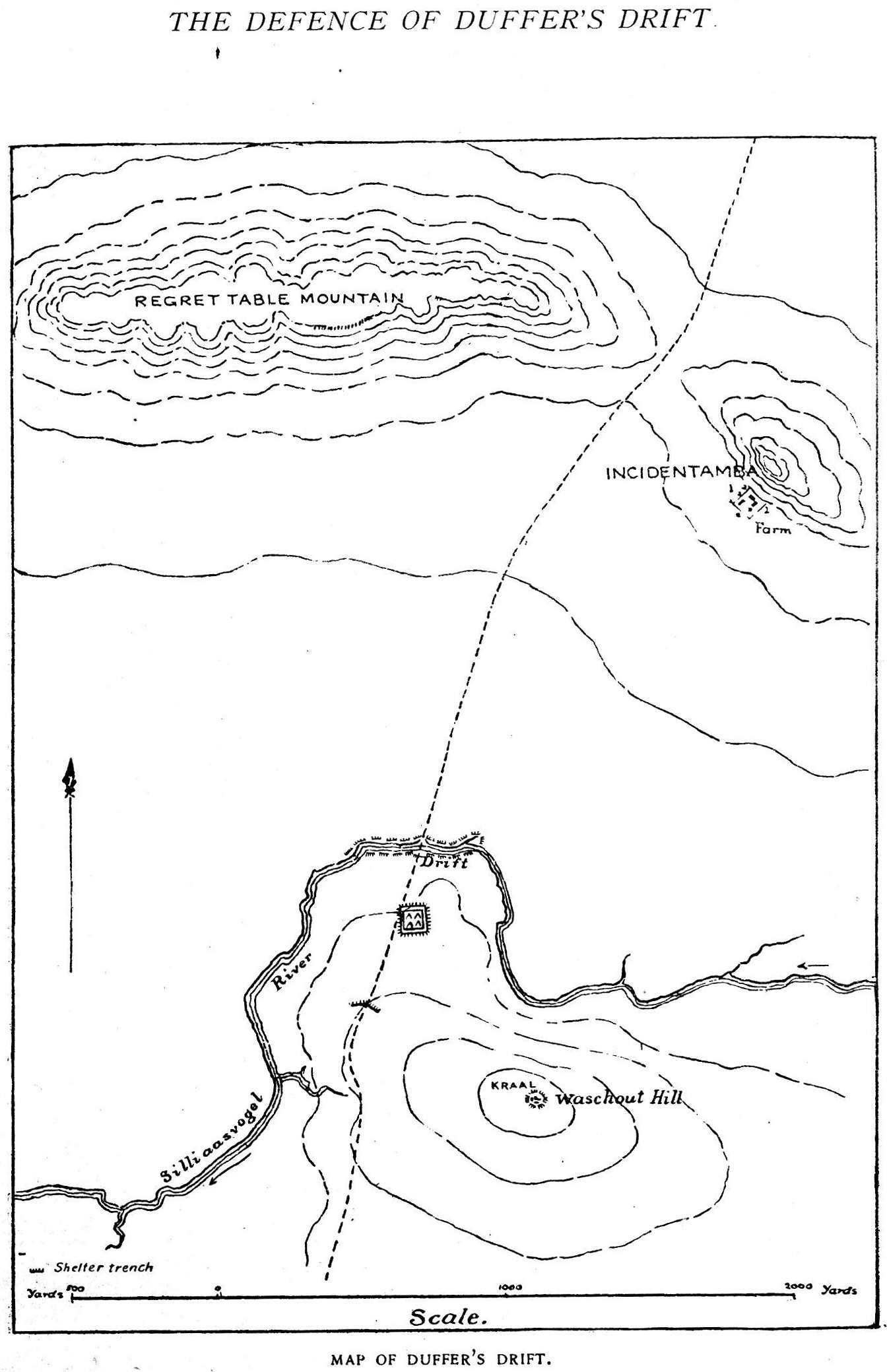
「愚者の渡し」の地図

『愚者の渡しの防御』（ぐしゃのわたしのぼうぎょ、英語: The Defence of Duffer's Drift）は、イギリス陸軍のアーネスト・ダンロップ・スウィントン大尉（後に少将まで昇進、大英帝国勲章・バス勲章・殊功勲章授与）による小説仕立ての兵法書。ボーア戦争を舞台として、部隊の壊滅と任務の失敗を避けるために、著者の分身と目される主人公の新米少尉が戦訓を学びつつループを繰り返し、最終的に任務を成功させる。小部隊戦闘に関する古典的名作であり、1904年の初版出版後、各国で好評を博したほか、現代に到るまで類書がたびたび著されている。夢オチでもある。

## 概要
この小説は、イギリス統合軍事誌（British United Service Magazine）において、後知恵深慮少尉（英: Lieutenant N. Backsight Forethought）の筆名において発表されたが、これは本の語り手および主人公の名前でもあった。ボーア戦争での架空の戦闘を題材として、小部隊戦術について洞察するものであった。スウィントンは、実際にボーア戦争中の南アフリカにおいて軍務に服しており、この小説は「1899年から1902年の南アフリカにおいてなされたこと、なされなかったことどもを振り返ってのもの」とされている。
本編冒頭において、後知恵深慮少尉および指揮下の50名の兵士は、渡河可能な浅瀬である「愚者の渡し」を防御するように命じられる。ボーア軍の大兵力が愚者の渡しに向けて移動中である。状況は、6回にわたって、後知恵深慮少尉の「夢」というかたちで、繰り返し読者に対して提示される。最初のほうのシナリオでは、後知恵深慮少尉の英軍小隊は不名誉な敗北を喫する。そしてそれぞれの敗北のあとで、後知恵深慮少尉はそれぞれに教訓を学んだのちに次の「夢」に移り、その教訓を生かすことになる。これにより、夢を繰り返すごとに後知恵深慮小隊の状況は改善していき、そして最後の夢においては、とうとう友軍が来援するまで後知恵深慮小隊は持ちこたえることに成功する。この本においては、防衛戦を成功に導くため、批判的思考、および地形と位置の慎重な使用を推奨している。
この本は、1905年4月、アメリカ軍歩兵協会（英: United States Infantry Association）において再版された。そして特に若い尉官の間で小部隊戦術に関する必読書となり、英本国から遠く離れた米国、ロシア、カナダにおいても好評を博した。
いくつかの教訓は明らかに時代遅れになってしまった（例えば後知恵深慮少尉は、敵を利することがないよう、全ての近隣住民を拘束し、全ての家畜を射殺するよう措置していた）。それにも関わらず、この本は（時代遅れであることを踏まえて読むのであれば）、現代においても依然として妥当な洞察を示していると考えられている.。

## あらすじと教訓
「愚者の渡し」は、シリアスフォーゲル川（Silliaasvogel river）を車両で渡河できる唯一の場所である。すなわちここは戦術上の要衝であり、後知恵深慮少尉は、増援が到着するまでの間、いかなる代償を払ってでもここを保持するように命令されている。後知恵深慮少尉に与えられた戦力は、50名の兵力を有する増強小隊であり、一方、100マイル (160 km)以内には敵は探知されていなかった。続く6回の夢で後知恵深慮少尉が得た教訓は下記の通りである。
| #  | 教訓 |
| -- | --- |
| 1  | 防御措置は、部下の安楽や幕営地の整理整頓よりも重要であり、明日に先送りするべきでない。宿営地の位置は防御の観点を重視して決定されるべきである。 |
| 2  | 戦時には、たとえ相手が親切でバターを沢山持っていたとしても、敵と血のつながりのある見知らぬ者に宿営地の一切を見せるべきではない。また様々な手練手管に惑わされて、たちどころに彼らを信用することがないようにすべきである。 |
| 3  | 自らの位置を全世界に向かって宣伝したり、炎に煌々と照らし出されたり、半時間毎に騒々しく音を立てたり、などといったことを歩哨にさせるべきではない。 |
| 4  | もし避けられるならば、銃弾がテントを引き裂くときにはその中にいないほうが良い。その場合、たくさんのテントよりも一つの地面の穴のほうが価値がある。 |
| 5  | 現代の小銃により、どこかを守るということは、（当該地形が保持しやすいなどの防御上の理由がない限り）その上に居座ることと必ずしも同義ではなくなった。場合によっては、守るべき場所から離れて防御陣地を構えるほうがずっと良いこともありえるのである。そして、接近・射撃するときに敵が身を隠せるような地形、すなわち隠蔽地形からは距離をおいておくこと。可能ならば、むしろ敵を開豁地にいさせるか、あるいは開けた射界を確保しておくべきである。 銃弾を防げない胸墻やその他の目立つものは、銃弾を防ぐどころか、むしろ射撃をひきよせるだけで逆効果である（その厚みは簡単に試すことができる）。至近距離で、ほぼ全周から敵が撃ってくる場合、低い胸墻と浅い塹壕はほとんど役立たずであり、陣地のある側から飛び込んできた銃弾が、陣地の中を飛びすぎて、反対側の防御兵を背後から撃ち倒すことがあるほどである。 |
| 6  | 敵と血のつながりのある見知らぬ者を、備えから遠ざけるだけでは不十分である。意図していようといまいと、彼らがこちらの存在と居場所を漏らすのを阻まねばならない。料理本でいう「別のやり方」としては、より経済的な方法として、次のような手が考えられる。見知らぬ者を十分な数だけ集め、暖かく挨拶する。数時間後には大軍がこちらに加わる旨、微に入り細に入り大いに吹き込み、ウィスキーや煙草で興趣を添える。これで至近のコマンドウにはほとんど十分であろう。所要のコストは大がかりな嘘だけであり、人命は損なわれない。 |
| 7  | 疲労困憊した白人たちが急いで重労働をしようと骨折っているかたわらで、怠惰な黒人たち（たとえ彼らが味方ないし中立であったとして）が楊枝で歯をせせっているのを放置する手はない。怠惰な黒人たちに労働の尊厳を教え、また彼が他の場所に行って話すのを阻むために見張るのは、キリスト教徒の兵士にとってはむしろ義務である。 ※後の版では、「怠惰な黒人たち」は単に「怠惰な連中」、「白人たち」は「兵士」とされることが多い |
| 8  | 友好的な見知らぬ者たちを集めて、彼らが敵にあなたの存在や位置について伝えるのを防ごうとするときは、もし「奇襲という贈り物」を得ようと望むのであれば、それらの人々の家族や召使男女（彼らにも舌はある）を忘れてはならない。そして彼の牛、ロバも（敵が使う可能性がある）。もちろん、彼らがとても数が多かったり遠くに居たりするときは、これは不可能である。その場合、奇襲効果は望めないだけのことである。 |
| 9  | もし砲撃を指向された場合、胸墻が小銃弾に耐えられる10倍以上の厚さを持っていたとしても、低い胸墻の浅い塹壕は役に立たないどころかもっと悪いことを忘れるべきでない。塹壕は敵砲兵の良い目標となり、そして弾片からは全く守ってくれない。良く照準された長距離砲撃に対しては、このような塹壕に身を寄せ続けるよりも、開けた草と藪の中に、あるいは石や蟻塚の背後に散らばったほうがよい。部下が散開すれば、安んじて敵に撃たせておけばよい。 |
| 10 | 弾片を止めるために必要な土の厚さは、小銃弾に対するそれよりも、実のところはるかに薄くても良いが、それには、正しい場所に土が無ければならない。防護効果を得るには、天蓋の下に居なければならない。塹壕の幅ができるだけ狭く、側面と胸墻内面ができるだけ（傾斜が崩れない限りで）急であれば、見込みは最も大きい。塹壕の底のほうを広げると、そこで空間が広がった分だけ、上側の開口部をより狭めることができるため、さらに良い。開口部が単なる細長い穴となれば、入ってこれる弾片の数はさらに少なくなる。 |
| 11 | 小さく孤立した陣地が積極的な敵に対した場合、側面・背面の区別無く、全周が正面と心得るべきである。 |
| 12 | 後背を衝かれる可能性に留意すべきである。防衛措置に際しては、塹壕正面の敵を撃っているときに、別の敵が背後から忍び寄って射撃してくることのないよう措置すべきである。 |
| 13 | 縦射される可能性に留意すべきである。一側面から縦射されると酷いことになり、両側面から縦射されるともっと酷いことになる。 |
| 14 | 目が行き届かず、また保持することもできないような高所の近くに塹壕を設けてはならない。 |
| 15 | 囲いの中の羊のように、小さな塹壕に兵を全て集めてはならない。広い余地を与えよ。 |
| 16 | 既に示したとおり、視界から身を隠す隠蔽のほうが、弾を防ぐ掩蔽に勝ることがしばしばある。隠蔽されていない塹壕からの近距離射撃に対しては、天蓋のある銃眼が優れている。これは防弾性を備えるべきであり、また、敵の銃火を引き付けないよう目立つ胸墻の上に配置しないようにするべきである。さもないと銃眼がないときより危険となる。 |
| 17 | 敵への奇襲は非常に有利である。 |
| 18 | 奇襲効果を得たいのであれば、陣地を隠蔽すべきである。陣地をひけらかすのは、昇進のためには良いかもしれないが、防御のためにはならない。 |
| 19 | 隠蔽など、陣地に関しては敵の視点に立って検査するべきである。 |
| 20 | 丘と死角には気をつけるべきである。特に、敵が通過せざるをえない地点を火制下に置けるよう留意すること。射撃壕の位置は、その壕を使う兵の視線の高さで見てみて定めるべきである。 |
| 21 | 結局のところ、「瞰制」が効くとしても、丘は必ずしも守るのに最適の場ではない。 |
| 22 | 敵の目をひくオトリ塹壕は、敵の弾薬の無駄遣いを誘発し、そして本当の防御線から敵砲火を遠ざけうる。 |